# NGC 6954
NGC 6954 (другие обозначения — PGC 65279, UGC 11618, MCG 0-53-1, ZWG 374.4, KARA 886) — галактика в созвездии Дельфин.
Этот объект входит в число перечисленных в оригинальной редакции «Нового общего каталога».